# トマス・アンドラーデ
トマス・グスタボ・アンドラーデ（スペイン語: Tomás Gustavo Andrade、1996年11月16日 - ）は、アルゼンチンとイタリアのサッカー選手。ポジションはMF。

## クラブ歴
ブエノスアイレス州テンペルレイに生まれた。2004年にCAラヌースの下部組織に入団。2007年にはスペインに渡り、アトレティコ・マドリードとFCバルセロナのトライアルを受けたが、ラヌースに戻った。2011年6月にラヌースを去り、翌年CAリーベル・プレートの下部組織に加入。2013年にはラ・コムニダード・デ・マドリードU-17杯で最優秀選手に選出された他、アルゼンチンU-17代表にも選出された。2015年9月にプレミアリーグに昇格したAFCボーンマスのU-21チームに期限付き移籍。
2016年初めにリーベル・プレートに復帰すると、同年4月30日にプロ初出場。その後、レコパ・スダメリカーナ2016では2試合ともに出場した。またクラブも2015-16、2016-17シーズンにコパ・アルヘンティーナを制した。
2018年1月24日に買取オプションつきの1年契約でアトレチコ・ミネイロに期限付き移籍。同年6月7日にプロ初得点。
翌2019年1月25日には買取オプションつきの1年契約でアトレチコ・パラナエンセに期限付き移籍。